# New England Blizzard
Le New England Blizzard sono state una franchigia di pallacanestro della ABL, con sede a Hartford, nel Connecticut, attive dal 1996 al 1998.
Disputarono tre stagioni nella ABL, disputando i play-off nel 1997-98.

## Stagioni
| Stagione | Lega | Denominazione        | V  | P  | %    | Piazzamento | Play-off    |
| -------- | ---- | -------------------- | -- | -- | ---- | ----------- | ----------- |
| 1996-97  | ABL  | New England Blizzard | 16 | 24 | 40,0 | 4º          | -           |
| 1997-98  | ABL  | New England Blizzard | 24 | 20 | 54,5 | 2º          | Primo turno |
| 1998-99  | ABL  | New England Blizzard | 3  | 10 | 23,1 | 6º          | -           |